# École nationale d'ingénieurs du Val de Loire
L'école nationale d'ingénieurs du Val de Loire (ENIVL) était une école d'ingénieurs française accréditée à délivrer un diplôme d'ingénieur, membre du groupe ENI.
En 2014, elle a fusionné avec l'école nationale supérieure d'ingénieurs de Bourges (ENSIB) pour donner l'Institut national des sciences appliquées Centre-Val de Loire (INSA CVL), membre du groupe INSA.
Elle était située à Blois dans le département de Loir-et-Cher en Centre-Val de Loire.

## Historique
À la fin des années 1980, on souhaite implanter des établissements d'enseignement supérieur à Blois, sur l'axe reliant les pôles universitaires de Tours et d'Orléans. L'idée est de permettre à la région Centre de concurrencer la région Île-de-France.
L'ENIVL est issue d'une antenne de l'école supérieure des sciences et technologies de l'ingénieur de Nancy, spécialisée en maintenance industrielle et implantée en 1989 à Blois par le directeur de l'école Roger Mari. Cette antenne devient une école d'ingénieurs rattachée à l'université François Rabelais de Tours en 1993 nommée école d'ingénieurs du Val de Loire (EIVL),. En 2006, elle devient autonome en prenant le statut d'établissement public à caractère administratif (EPA) et rejoint le groupe ENI sous le nom d’école nationale d'ingénieurs du Val de Loire (ENIVL).
Dès 2011, l'école s'interroge sur le fait de rester ou non dans le groupe ENI, car elle estime ne pas trouver les leviers de synergie et de développement qu'elle espérait. Une possibilité de travailler en réseau avec l'école nationale supérieure d'ingénieurs de Bourges (ENSIB) et le réseau des instituts nationaux des sciences appliquées (INSA) germe alors. Le projet de fusion des deux écoles est officialisé en 2012.
Au 1er janvier 2014, elle fusionne avec l'ENSIB pour donner l'Institut national des sciences appliquées Centre-Val de Loire (INSA CVL), membre du réseau INSA. Le recrutement des élèves ayant été arrêté à la rentrée 2013, les derniers diplômés sortiront en 2018 .

## Formation
L’école était un formant des ingénieurs généralistes en génie électrique et informatique industrielle, génie mécanique, mécatronique et management des systèmes industriels. Ils sont destinés à la fonction de production au sens large : conception, fabrication, maintenance, achats, approvisionnement, gestion des flux internes, gestion analytique, logistique, management des hommes, méthodes, etc.
Le cursus de formation initiale était organisé en 10 semestres (5 ans) ou 6 semestres (3 ans) après bac+2.
Le diplôme d’ingénieur ENIVL est habilité par la commission des titres d'ingénieur (CTI) : il est aux normes européennes et confère le grade de Master (attribution de 300 crédits ECTS).

## Admissions
Le recrutement post-bac se faisait sur concours ENI l'année de l'obtention du baccalauréat (série S ou STI2D). Il concernait 58% des élèves de l'école.
Pour entrer dans l'école à bac+2, l'admission se faisait via différents les concours e3a ou Banque PT pour les candidats issus de CPGE scientifique, et sur dossier pour les étudiants provenant de DUT, BTS ou de licence en rapport avec les spécialités.

## Recherche
Les 18 enseignants-chercheurs (17 maîtres de conférences et 1 professeur des universités) de l'ENIVL sont répartis dans deux laboratoires de recherche :
- Le laboratoire de mécanique et de rhéologie (LMR),
- Le pôle acoustique et piézoélectricité, qui est une composante du groupe de recherche en matériaux, microélectronique, acoustique et nanotechnologies (GREMAN), un laboratoire associé au CNRS.

## Vie étudiante

### Associations
L'ENIVL regroupait plusieurs associations :
- FEE (Fusion Estudiantine de l'ENIVL) : le bureau des élèves,
- APOGEE (Association pour l'organisation du gala des élèves de l'ENIVL),
- DMS (Dumbo va au Marathon Shell),
- AS ENIVL : Association Sportive de l'ENIVL,
- ENI VOILE,
- ENI Kart,
- CHENIVL : Club Humanitaire de l'ENIVL,
- Synopsis ENIVL Alumini : l'association des ingénieurs diplômés ENIVL et EIVL.

### Événements
La vie étudiante des étudiants de l'ENIVL était rythmée d'événements comme le Gala de l'ENIVL où avait entre autres lieu la remise des diplômes, ou le week-end d'intégration.
Les étudiants de l'ENIVL participaient également aux jeux Inter-ENI. Il s'agit d'une rencontre sportive organisée chaque année à tour de rôles par l'ENIT, l'ENIB et l'ENISE et opposant ces trois écoles ainsi que l'ENIM, l'ENIVL et l'UTBM (ancienne ENIBe). Lors de cet événement, les étudiants ENIVLiens arborent un gilet jaune de sécurité décoré par leurs soins ainsi qu'un casque de chantier.